# Lisseurytoma violaceitincta
Lisseurytoma violaceitincta är en stekelart som beskrevs av Peter Cameron 1912.
Lisseurytoma violaceitincta ingår i släktet Lisseurytoma och familjen puppglanssteklar. Inga underarter finns listade i Catalogue of Life.